# Eta Arae
Eta Arae is een ster in het sterrenbeeld Altaar met de spectraalklasse K5 III. De ster is naar schatting ongeveer zeven miljard jaar oud en heeft reuzenfase bereikt. Hierdoor heeft de ster een radius van 56 keer die van de Zon.